# Concord (Carolina del Nord)
Concord è una località degli Stati Uniti d'America, capoluogo della contea di Cabarrus, nello Stato della Carolina del Nord.